# Enrique Ramos
Enrique Ramos Abad (Ciego de Ávila, 14 settembre 1989) è un cestista cubano.

## Carriera
Con Cuba ha disputato i Campionati americani del 2011.